# 1977年のテレビ (日本)
1977年のテレビ（1977ねんのテレビ）では、1977年（昭和52年）の日本におけるテレビジョン放送全般の動向についてまとめる。

## 主なできごと
「NETテレビ」が「テレビ朝日」に呼称を変更。
「日本教育テレビ（NET)」が「全国朝日放送（ANB)」に社名を変更。これに伴い、呼称も「NETテレビ」から「テレビ朝日」に変更。これを記念して、数多くの記念番組が放送される（後述）。
日本のテレビ放送の全面カラー化が完了。
10月3日、NHK教育テレビが全面カラー化したのに伴い、過去の再放送や故意の演出等の場合を除き、日本のテレビ放送の全面カラー化が完了。カラー本放送開始の1960年9月10日からすると17年、VHFのカラー試験放送開始の1957年12月28日からとなると20年弱で完了したことになる。
テレビ番組
- NET系、東映製作の刑事ドラマ『特別機動捜査隊』が終了。替わりに、翌週から呼称がテレビ朝日に変更、同じく東映製作の刑事ドラマ『特捜最前線』が放送開始。
- フジテレビ、「火曜ワイドスペシャル」枠で、ザ・ドリフターズのコントバラエティ『ドリフ大爆笑』が放送開始。
- テレビ朝日、土曜21時からの日本初の2時間ワイドドラマ枠『土曜ワイド劇場』が放送開始。後に濡れ場シーンを入れたサスペンス路線で人気となり、2017年4月8日まで続く長寿番組となった。
- TBS、日本初の3時間ドラマ『日立スペシャル 海は甦える』放送。
- 日本テレビ、「木曜スペシャル」枠で、米各地で問題を解きながらゴールのニューヨークを目指す大型クイズ番組『アメリカ横断ウルトラクイズ』が放送開始。1992年まで毎年続いた。
- よみうりテレビ制作・日本テレビ系で『びっくり日本新記録』のコーナー『鳥人間コンテスト選手権大会』が放送開始。当大会は、幾多の変遷を経て2025年現在も継続中。
- その他、局の看板となる、以下の番組が放送開始又は終了する。
  - 開始
    - 東京12チャンネル → テレビ東京:『ヤンヤン歌うスタジオ』

  - 終了
    - よみうりテレビ・日本テレビ系『そっくりショー』
    - NET → テレビ朝日:『象印スターものまね大合戦』

視聴率
- この年の年間視聴率は（局別では）、NHKが全日帯（6-24時）、TBSがゴールデンタイム（19-22時）、日本テレビがプライムタイム（19-23時）がそれぞれ首位を獲得、3局で分け合う形となった。ちなみにNHKの全日首位とTBSのゴールデン首位はそれぞれ1963年から15年連続、日本テレビのプライムの首位は1976年から2年連続で達成した。
- 民間の視聴率調査会社、ビデオリサーチによる視聴率調査方法が変更、オンラインメータシステムによる調査を関東地区で開始。2025年現在とほぼ同等の調査方法となる（関西地区では1980年、名古屋地区では1986年より開始。後述）。

技術
- 民放でCMバンクの導入・稼働が開始。

10月1日、札幌テレビ放送（STV）（日本テレビ系）が、日本初のVTRを使用したCM送出の一本化システム、「CMバンク」の運用・稼働を開始（生CMは対象外）。後に民放各局で相次いで導入、一般化される様になる（STVの2日後には在京民放で初めてTBSが、翌年には日本テレビ、フジテレビ、テレビ朝日が導入している）。
同導入前は、フィルムCMはブレイク毎にまとめて1本に繋げた形で送出、1日何回も流すCMではその分フィルムをコピーしなければいけなかった。又、スライドの静止画CMは別途カートリッジ・テープで音声を放送しており、それを入れ間違えると、別のCM音声が流れるという放送事故も起こっていた。しかし同導入後は、そういう放送事故もなくなり、又フィルムや音声付きの静止画スライドはVTRにコピーや作成を行い、それを何回でもCM送出用のテープにコピーすることで、以前の様な複数のフィルム・スライドを作成しなければいけない手間が省け、又、ビデオテープは使用後消去して使い回しが効くので、コスト等の大幅削減にも貢献した。

## 番組関係のできごと

### 1月
- 1日
  - 日本テレビ系で正月特別番組『輝け!!人気スターチーム対抗大合戦!』放送開始、（1985年を除き）1989年まで放送される人気番組になる。
  - フジテレビ系でアニメ『タイムボカンシリーズ』の第2作『ヤッターマン』を開始。放送は1979年1月まで続き、シリーズの人気を決定付け、後年2008年には読売テレビ制作・日本テレビ系列でリメイク版、翌2009年には実写映画がそれぞれ制作された。
  - 日本テレビ系で『元祖どっきりカメラ』の正月特番が19:00 - 20:54に編成され、本来土曜20:00に編成されている『全日本プロレス中継』[注 2] が、ナイターシーズン同様の23:45に繰下げて録画放送。この結果、土曜23:45に編成されている『シャボン玉ホリデー』（第2期）[注 3] が休止。第1期（1961年6月 - 1972年10月放送）は一回も休止されなかったので、これがシリーズ唯一の休止となった。
- 2日 - NHK総合、大河ドラマ『花神』放送開始（ - 12月25日）。[2]
- 3日 - フジテレビ系で正月恒例特別番組『第14回新春スターかくし芸大会』を放送。この年は1日が前述の『ヤッターマン』を始め、『ズバリ!当てましょう』（第2期）『欽ちゃんのドンとやってみよう!』[注 4]（第1期）、そして翌2日は『ポールのミラクル大作戦』『サザエさん』『UFOロボ グレンダイザー』『カルピスこども劇場 あらいぐまラスカル』『オールスター家族対抗歌合戦』と、2日続けて通常番組が編成されたため、唯一の3日放送となった。
- 15日以降 - TBS系のクイズ番組『クイズダービー』ではこの頃から、レギュラー解答者の移動が激しくなる。
  - 22日より、3枠レギュラー解答者を初回から務めた黒鉄ヒロシ（漫画家）に代わり、同じく漫画家であるはらたいらが新たに加入。以後、高い正解率で人気を誇る[注 5]（2006年没）。
  - 2月5日より、2枠を務めていた歌手の五月みどりに代わり、女優の沢たまきが登板（9月24日まで）。10月8日よりうつみ宮土理（タレント・女優）に交代。
  - 5月28日には、1枠レギュラー解答者を務めた明治大学政治経済学部教授の鈴木武樹が降板。以後1枠は、ハンス・エーリク・プリングスハイム（作曲家。6月4日 - 6月25日）→和久峻三（小説家、弁護士。7月2日 - 9月24日）を経て、10月8日から新たに、学習院大学文学部フランス文学科教授の篠沢秀夫が登場。1988年7月30日放送まで出演した。

### 2月
- 8日 - フジテレビ系「火曜ワイドスペシャル」で、ザ・ドリフターズのコントバラエティ『ドリフ大爆笑』（イザワオフィス企画・制作[注 6]）の第1回がこの日放送。「もしもシリーズ」などの名物コントで人気を集める（1998年まで毎月1回ペースで放送）[注 7]。
- 24日 - TBS系の児童向けドラマシリーズ『ケンちゃんシリーズ』の『フルーツケンちゃん』（1976年3月4日 - 、全52話）がこの日最終回。主演の宮脇康之（後の宮脇健）はこれをもって、1967年開始の『チャコねえちゃん』以来10年出演したシリーズから卒業した。

### 3月
- 3日 - TBS系「ケンちゃんシリーズ」の新シリーズとして『パン屋のケンちゃん』がこの日放送開始（ - 1978年2月23日、全52話）。本作より2代目ケンイチ役（主演）として岡浩也が就任。
- 7日 - 日本テレビの昼ドラマ枠が、この日より『愛のサスペンス劇場』から『女の劇場』に変更。
- 26日 - 東京12チャンネル（後のテレビ東京）の深夜バラエティ番組『独占!男の時間』がこの日で終了、3年間の歴史に幕。なお最終回ではゲストの笑福亭鶴瓶が生放送中に裸になり、同局社屋（当時芝公園）の池に飛び込み、当時の社長が大事に飼っていた錦鯉を踏み殺してしまう珍事があった[注 8]。
- 30日 - NETテレビ（後のテレビ朝日）系の長寿刑事ドラマ『特別機動捜査隊』が終了（東映製作、1961年10月11日 - ）。延べ801回、足かけ17年の歴史に幕[注 9]。

### 4月

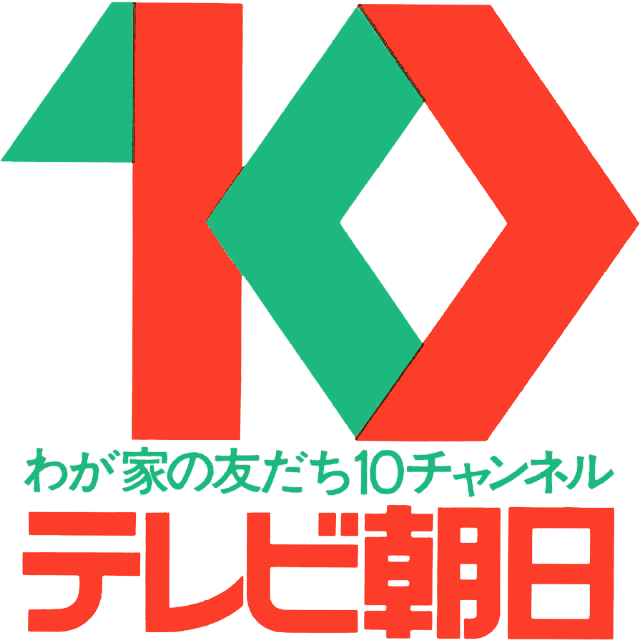
NETが局名をテレビ朝日に変更、新ロゴ制定（2003年10月に社名をテレビ朝日に変更）。これを記念して特別番組が放送された（4月1日）

- 1日 - 日本教育テレビが全国朝日放送に社名変更し、呼称もNETテレビからテレビ朝日に変更。[2]
  - これを記念して、10時間半にわたる大型特別番組『わが家の友だち10チャンネル 徹子のナマナマ10時間半』（8:00 - 18:25）を放送[2]。総合司会は黒柳徹子が務めた。同番組内で、悠木千帆（女優）が芸名をオークションで売却して新たな芸名「樹木希林」が付けられた。またワンコーナーとして放送した『徹子の部屋』（ゲスト：寬仁親王）は、ラビット関根（後の関根勤）が担当していた視聴者参加コーナー「フラッシュクイズ」がこの日から廃止され、全てトーク内容になった（2022年現在もこの内容）。
  - なお同日には、『全国ちびっこ特ダネ合戦』（19:00 - 20:00）と『オールスター春の東西対抗歌合戦!!』（21:00 - 23:44）と、2本の特別番組が放送された[注 10]。
- 2日 - テレビ朝日系ではこの日も記念特別番組を編成、19時30分より『テレビ朝日誕生記念プロボクシング』中継【WBC世界ジュニアウエルター級選手権試合 王者：センサク・ムアンスリン（ タイ） vs ガッツ石松（ヨネクラ）戦】（ - 20:54）[3]。なお、翌週9日より土曜19時台後半（19:30 - 20:00）で東映制作・石森章太郎原作の戦隊シリーズ（2025年現在も続く一連の『スーパー戦隊シリーズ』）第2作『ジャッカー電撃隊』[4]、20時台には東映製作の時代劇『人形佐七捕物帳』（松方弘樹主演）をそれぞれ放送開始（いずれも - 12月24日）。
- 3日 - 日本テレビ系、日曜昼枠（12:15 - 12:45）でヤマハ音楽振興会監修の音楽番組『コッキーポップTV』を放送開始。大石吾朗を司会に、五輪真弓、中島みゆき、八神純子など数々のニューミュージック系アーティストが出演する音楽番組としてスタートし、1981年9月27日まで日曜午後枠で放送された[5]。
- 4日
  - NHK、昭和52年度編成を開始。[2]
    - 総合テレビ、連続テレビ小説第19作『いちばん星』放送開始（ - 10月1日）。[2]

  - 日本テレビ系では平日朝の改革が行われた。
    - 6:45 - 7:00の『NNN朝のニュース』が放送枠を6:45 - 7:30に拡大し、情報番組を兼ねた『NNNおはよう!ニュースワイド』へ変更[注 11]（ - 1979年2月）、これに伴い、7:00の『おはよう!こどもショー』は7:45に移動、7:45の『カリキュラマシーン』は7:30に繰上げ[注 12]、8:00の30分アニメ再放送枠『おーい!まんがだヨー』（関東ローカル）は8:20に繰下げ、8:30の15分アニメ再放送枠『まんがパレード』（同じく関東ローカル）は17:15に移動[注 13]、8:45の『ご存知ですか』は10:55に移動、8:50の『日本テレビハイライト』は廃枠となる。
    - 9:00 - 10:45にワイドショー『ミセス&ミセス』（ - 1979年3月）を設置する。

  - 一方のフジテレビ系では、平日朝・昼・深夜番組の大改革が行われた。
    - 7:30の『FNNニュース7:30』、7:45の『ママとあそぼう!ピンポンパン』、8:15の『ひらけ!ポンキッキ』は全て15分繰上げし、『7:30』は『サンケイテレビ朝刊』に再改題、8:45の『赤ちゃん百科』は10:45へ、8:55の『朝の天気予報』は6:30へそれぞれ移動、開いた8:30 - 9:00にはアニメ再放送枠（関東ローカル）を7:00から移動し、『あつまれ!チビッコ劇場』と命名する。なお10:45の『FNNお茶の間ニュース』（1968年4月 - ）は廃枠となる。
    - 12:00の『FNNニュース12:00』は15分繰上げし、『サンケイテレニュースFNN』と再改題、12:15の『やりくりクイズ30万に挑戦』は15分繰上げし、15分縮小、開いた12:30 - 13:00には、平日正午枠では10年半ぶりの昼ドラ『お昼のテレビ小説』を設置した。
    - 23:00の『FNNニュース最終版』（第1期）は『FNNニュースレポート23:00』と改題し、10分から15分に拡大、『プロ野球ニュース』は23:10から23:15に移動した。なお土・日の『最終版』は『FNNニュースレポート23:30』と改題したが、放送枠は変更しなかった。

  - テレビ朝日系でザ・ドリフターズ出演の特別番組『おめでとう!新入学だよドリフターズ』放送。その中の企画の、ドリフメンバーと女優とのコントが『ドリフと女優の爆笑劇場』（イザワオフィス企画・制作）として同局系水曜スペシャルで1989年まで年3回のペースで放送された。
  - 東京12チャンネルでこの日より、月 - 土18:45の海外アニメ再放送枠『マンガのくに』の平日放送を19:15まで拡大[注 14]、開いた19:15 - 19:30には、海外アニメ『バーバパパ』（19:15 - 19:23）と『ピンクパンサー』（19:23 - 19:30）を、それぞれ設置した。その後1978年4月には、19:15枠の帯体制を1体制に統一し、海外アニメなどを放送、1980年4月からは『マンガのくに』中断[注 15] 後は18:45枠は箱アニメ枠に変更、同年9月までこの体制となる。
  - 朝日放送の平日18:00枠で、同局初のローカルワイドニュース番組『たいむ6』を放送開始、関西ローカルでは毎日放送『MBSナウ』に続き2例目。初代キャスターは日下部吉彦が務めた（ - 1987年10月16日）。
- 6日 - テレビ朝日系、『特別機動捜査隊』に替わり、東映製作の刑事ドラマ『特捜最前線』放送開始（ - 1987年3月26日。出演:二谷英明・藤岡弘・大滝秀治 ほか）。
- 8日 - フジテレビで、春の交通安全キャンペーンを兼ねたイベントとして、萩本欽一が（一部を除き）その日の全ての番組に出演する『欽ちゃんのドーンと24時間』を実施（6:20 - 9日2:35）[注 16]。

### 5月
- 5日 - NHK総合テレビで『第3回ヤング歌の祭典』を放送（NHKラジオ第1でも同時放送）。この回から出演歌手の組み分けを「紅白」から、誕生日によって「春組」（おひつじ座・おうし座・ふたご座）・「夏組」（かに座・しし座・おとめ座）・「秋組」（てんびん座・さそり座・いて座）・「冬組」（やぎ座・みずがめ座・うお座）に分ける形式に変更された。
- 9日 - 日本テレビ系「月曜スター劇場」枠で、宇津井健主演のテレビドラマ『たんぽぽ』（第4シリーズ）[注 17]が放送開始（ - 10月31日。全26回）。
- 14日 - TBS系
  - 『8時だョ!全員集合』で、茨城・取手市民会館で行われていた公開生放送中、ザ・ドリフターズのコントの最中に火災が発生するハプニングが起こった（8時だョ!全員集合の歴史#1977年も参照）。
  - 『Gメン'75』でこの日放送の第104話「77.5.14津坂刑事殉職」をもって、1975年のドラマ初回からのメンバーだった岡本富士太扮する「津坂刑事」が殉職（同ドラマでは2人目の殉職者となった）、岡本は2年間にわたるレギュラーを降板した。
- 18日 - TBS系水曜劇場枠で、久世光彦プロデュース・演出のホームドラマ『ムー』（出演：郷ひろみ、渡辺美佐子他）が放送開始[2]。郷と樹木希林の名コンビが人気を博し、1978年には第2シリーズ『ムー一族』が制作された（ - 11月9日）。

### 6月
- 13日 - NHK連続テレビ小説『いちばん星』で、主演・佐藤千夜子役の高瀬春奈が体調不良で降板したのに伴い、この日放送分から五大路子が千夜子役を最終回まで演じた。
- 20日 - テレビ朝日系アニメ『一休さん』第74話「やんちゃ姫とたいくつ将軍」で、通常は一休（声 - 藤田淑子）が担当するAパートアイキャッチ「慌てない慌てない」を、外観和尚（声 - 宮内幸平）が担当。同アニメのアイキャッチを別キャラが担当したのは、これが唯一。
- 24日 - TBS系金曜ドラマ枠で、多摩川水害に遭遇した家族の日常を描いたテレビドラマ『岸辺のアルバム』（脚本：山田太一、出演：八千草薫・杉浦直樹他）が放送開始（ - 9月30日）。[2]

### 7月
- 2日 - テレビ朝日系で日本初の2時間ワイドドラマ枠『土曜ワイド劇場』放送開始。第1回作品は『時間よ止まれ』（主演：渥美清）。後に濡れ場シーンを入れたサスペンス路線で人気となり、2017年4月8日まで続く長寿番組となった。
- 3日 - フジテレビ系の『くいしん坊!万才』で初代くいしん坊を務めた渡辺文雄（俳優）がこの日の放送で降板。1975年6月30日の第1回放送から通算515回出演し、約2年間に亘り出演した[6]。翌4日から2代目くいしん坊として竜崎勝（俳優）が登場。
- 11日 - フジテレビ系の歌謡番組『夜のヒットスタジオ』が、この日大磯ロングビーチから生放送。ところが大雨が降り出して生演奏が出来なくなり、途中からカラオケ演奏に変更される。
- 17日 - テレビ朝日系で1967年（昭和42年、当時NET）から続いた玉置宏司会の『象印スターものまね大合戦』が終了、10年半の歴史に幕。後継番組は引き続き象印マホービン一社提供の『象印ヒット作戦 1!2!3!』（8月7日 - 12月25日）。
- 23日（土曜日） - TBS系で『プロ野球オールスターゲーム・第1戦』（平和台球場。RKB制作）を19:00 - 20:55の枠で中継放送。このため『まんが日本昔ばなし』（毎日放送制作）『クイズダービー』『8時だョ!全員集合』と全て休止。『全員集合』がプロ野球中継で休止になったのは、1969年10月4日開始以来史上初となった[注 18]。

### 8月
- 7日
  - TBS系の日曜昼の歌謡番組『ロッテ 歌のアルバム』が放送1000回を達成[2]。この日の放送をもって、1958年（昭和33年）の放送開始時から司会を務めた玉置宏が卒業した。翌週からは小島一慶（当時TBSアナウンサー）と歌手の千昌夫が司会を継承し、「千と一慶生放送」のサブタイトルがつく。
  - 読売テレビ制作、日本テレビ系列の『びっくり日本新記録』（1975年10月 - 1985年10月）内のコーナー『鳥人間コンテスト選手権大会』が初放送される。当大会は2025年現在も継続中。
- 29日 - TBS系で日立製作所一社提供による日本初の3時間ドラマ『日立スペシャル 海は甦える』（原作：江藤淳・主演：仲代達矢・制作：テレビマンユニオン）放送。[2]

### 9月
- 3日 - プロ野球・巨人の王貞治選手（後の福岡ソフトバンク球団会長）がこの日の対ヤクルト戦（後楽園球場）で、ホームラン世界新記録となる通算756号を達成。当日は日本テレビ系で19:30から中継されたが、756号達成が中継開始20分前（19:10）だったため、日本テレビ系ではその時間『そっくりショー』（よみうりテレビ制作）を放送しており、記録達成の瞬間を見られなかった巨人ファンなどから同局などに苦情が殺到した。なお前日の2日（金曜日）には同カードを19:00 - 20:00枠の予定で放送したが、756号が出ないため、急遽20:00の『太陽にほえろ!』を休止（同ドラマ休止は1976年12月31日以来、プロ野球中継では初）して20:54まで中継を延長したが、結局756号は出ないまま終わった。
- 24日 - よみうりテレビ・日本テレビ系『そっくりショー』が1964年（昭和39年）11月の放送開始から3度の中断をはさみ、述べ13年の歴史に幕。
- 25日 - 東京12チャンネル（後のテレビ東京）でアイドル歌謡バラエティ『ヤンヤン歌うスタジオ』放送開始（ - 1987年9月27日）。

### 10月
- 東京12チャンネル（後のテレビ東京）が一日の放送開始時刻を9:00→7:45に変更。そして月 - 土8:30 - 8:55に、1976年に放送されたNHK連続テレビ小説『雲のじゅうたん』を再放送。連続テレビ小説作品が民放で再放送されたのは史上初。
- 2日
  - 朝日放送・テレビ朝日系で桂三枝（後の六代 桂文枝）の司会による視聴者参加型クイズ&ゲーム番組『三枝の国盗りゲーム』が放送開始（ - 1986年3月20日）。
  - テレビ朝日系で海外ドラマ『ルーツ』を放送（9日まで）[2]。「ルーツ」という言葉は流行語となる。
- 3日
  - NHK総合、昭和52年度後期連続テレビ小説『風見鶏』放送開始（ - 1978年4月1日）。[2]
  - 日本テレビ系でモンキー・パンチ原作のアクションアニメ『ルパン三世（第2作）』が放送開始。第1作（1971年10月 - 1972年3月）が再放送で好評だったことから新作となる第2作が製作され、大野雄二作曲によるおなじみのテーマソングもここから誕生した（ - 1980年10月6日）。
- 5日 - 東京12チャンネル（後のテレビ東京）で、三波伸介司会の公開バラエティ番組『三波伸介の凸凹大学校』が放送開始（三波が死去した直後の1982年12月22日に終了）。
- 8日 - 名古屋テレビ制作・テレビ朝日系で、日本サンライズ（後のサンライズ、法人としては後のバンダイナムコフィルムワークス）制作のロボットアニメ『無敵超人ザンボット3』が放送開始（ - 1978年3月25日）。以降、名古屋テレビ制作のアニメは放送枠移動を繰り返しつつ、大ヒット作となる『機動戦士ガンダム』（1979年4月7日 - 1980年1月26日、全43回）に始まるガンダムシリーズを生み、最終作となる『ヘボット!』（2016年9月18日 - 2017年9月24日、全50回）まで40年間に亘って制作・継続された。
- 11日 - TBS系でザ・ドリフターズ出演による人形劇『飛べ!孫悟空』が放送開始。志村けん扮する孫悟空を中心にドリフメンバーが西遊記の登場人物に扮し、毎回ドタバタギャグを展開する人気番組となった（ - 1979年3月27日）。
- 16日 - テレビ朝日系でピンク・レディー主演のバラエティドラマ『気になる季節』を放送開始（ - 1978年3月26日、全23回）。
- 20・27日 - 日本テレビ系木曜スペシャルで、開局25周年記念番組として、米各地で問題を解きながらゴールのニューヨークを目指す大型クイズ番組『史上最大!第1回アメリカ横断ウルトラクイズ』が放送ref name=nhkbcri-1977/>。以後毎年秋の恒例となり、1992年まで16年に亘って続く人気企画となる[注 19]。

### 11月
- 6日 - フジテレビ系のアニメ『サザエさん』で、オープニングテーマ冒頭部が『サザエさん』（歌：宇野ゆう子）ではなく、当時直後（日曜19:00）で放送されていた巨大ロボットアニメ『惑星ロボ ダンガードA』OPテーマ『すきだッダンガードA』（歌：ささきいさお、コロムビアゆりかご会）に変わるハプニングが起こった。

### 12月
- 23日 - フジテレビ系で水島新司原作のプロ野球アニメ『野球狂の詩』が放送開始。アニメ番組としては異例の1時間枠で放送された（ - 1979年3月26日）。
- 24日 - テレビ朝日系の『スーパー戦隊シリーズ』第2作『ジャッカー電撃隊』（4月9日 - ）が、この日で終了（全35話）。シリーズは1979年2月3日開始の『バトルフィーバーJ』まで1年1ヶ月中断する。
- 31日
  - TBS系で恒例の『第19回日本レコード大賞』を生放送（19:00 - 20:55）。大賞は沢田研二の「勝手にしやがれ」[注 20]。
  - テレビ朝日系では5年目となった美空ひばりのワンマンライブ特番『さようなら1977年 歌は我が命 美空ひばりスペシャル ひとすじの道』を新宿コマ劇場から生放送。1973年から続いた美空ひばりの大晦日ワンマンライブ特番はこの年で最後となった[7]。
  - NHK総合、『第28回NHK紅白歌合戦』放送。平均視聴率77.0%（関東地区、ビデオリサーチ調べ）。

## その他テレビに関する話題
- 1月28日 -  前年（1976年）12月から試験放送をしていた、鹿児島県の離島、奄美群島初の民放テレビ（南日本放送、鹿児島テレビ放送）中継局、名瀬中継局がこの日から本放送を開始。[注 21][9]
- 2月3日 - 日本テレビ、テレビ音声多重放送の実用化試験局の免許を郵政省に申請（同申請第1号）。[2][10]
- 4月1日 - 日本教育テレビ（NET）が正式社名を全国朝日放送（ANB）に変更。名称を『テレビ朝日』とする（2003年10月に社名もテレビ朝日[注 22] とし、略称をEXに改める）。[2]
- 9月 - 芸能界においてマリファナ汚染事件が起こり、歌手の研ナオコ、内藤やす子、にしきのあきら、美川憲一、井上陽水などが逮捕された。そのため、テレビ各局は番組や出演者の変更等の対処に追われた。
- 9月26日 - 民間の視聴率調査会社、ビデオリサーチによる視聴率調査方法が変更され、この日より関東地区でオンラインメータシステムによる調査を開始。2025年現在とほぼ同等の調査方法となる（関西地区では1980年、名古屋地区では1986年より開始）。[11]
- 10月1日 - 札幌テレビ放送（STV）（日本テレビ系）、生CMを除く全CMを対象に、日本初のビデオによるCM送出の一本化システム「STV・CMバンク」が運用開始[2]。後にこのCMバンクは民放各局で相次いで導入され、一般化される様になる。
- 10月3日
  - NHK教育テレビの全番組がカラー化される（再放送を除く）[注 23][1][2]。これにより、再放送や国外製作番組の放送等の例外を除き、日本のテレビ放送の完全カラー化が完了。
  - TBS、2日前のSTVに続き、在京民放で初めて、CMバンク（当初は2インチVTRを使用）の稼働を開始。[12][13]

## 周年

### 番組
- 放送開始20周年
  - 『ミユキ野球教室』（日本テレビ）
- 放送開始15周年
  - 『JNNニュースコープ』（TBS）
  - 『キユーピー3分クッキング』（中部日本放送）[注 24]
- 放送開始5周年
  - 『お笑いオンステージ』（NHK総合）
  - 『中学生日記』（NHK名古屋放送局 / NHK教育）[14]
  - 『みんなのせかい』（NHK教育）
  - 『水曜ロードショー』（日本テレビ）
  - 『太陽にほえろ!』（日本テレビ）
  - 『全日本プロレス中継』（日本テレビ）
  - 『金曜ドラマ』（TBS）
  - 『オールスター家族対抗歌合戦』（フジテレビ）
  - 『パンチDEデート』（関西テレビ）[注 25]
  - 『必殺シリーズ』（朝日放送）

### 開局・放送開始
- 4月1日
  - テレビジョン放送開始20周年 - 北海道放送
  - 開局15周年 - 名古屋放送（名古屋テレビ）
  - 開局5周年 - 北海道文化放送、テレビ神奈川、びわ湖放送
- 5月29日 - NHK松山、北九州テレビジョン放送開始20周年。
- 6月1日 - NHK静岡放送局テレビジョン放送開始20周年。
- 9月1日 - 広島テレビ放送開局15周年。
- 10月1日 - 仙台放送開局15周年。
- 12月22日 - NHK岡山放送局テレビジョン放送開始20周年。
- 12月23日 - NHK金沢放送局テレビジョン放送開始20周年。

### 中継局開局に於ける特記
- 1月28日 - 鹿児島県の離島である奄美大島に於いて、初の民放テレビの中継局(名瀬中継局)が設置され、南日本放送テレビと鹿児島テレビ両局の中継局が開局する。これで、奄美で初めて民放テレビが、本土と同時に視聴できるようになる。（それまで同地域は、NHK鹿児島放送局の総合・教育両テレビのみだった。）

## 記念回
- 1000回以上
  - ロッテ 歌のアルバム（TBS） - 1000回
- 500回以上
  - 特別機動捜査隊（NET） - 800回 ※翌週終了
  - アップダウンクイズ（毎日放送） - 700回
- 100回以上
  - ヤングおー!おー!（毎日放送） - 400回
  - NTV紅白歌のベストテン（日本テレビ） - 400回
  - スター誕生!（日本テレビ） - 300回
  - 特ダネ登場!?（日本テレビ） - 300回
  - パンチDEデート（関西テレビ） - 200回[注 26]
  - おはようワイド・土曜の朝に（朝日放送） - 100回
  - パネルクイズ アタック25（朝日放送） - 100回
  - Gメン'75（TBS） - 100回
  - クイズダービー（TBS） - 100回

## 視聴率
（※関東地区、ビデオリサーチ調べ）

### バラエティ・歌番組
1. 第28回NHK紅白歌合戦（NHK総合、12月31日）77.0%
2. 第19回輝く!日本レコード大賞（TBS、12月31日）50.8%
3. 輝け!!第8回日本歌謡大賞 （日本テレビ、11月17日）46.3%
4. 速報!日本レコード大賞 （TBS、11月22日）40.1%
5. '77新春スターかくし芸大会（フジテレビ、1月1日）38.4%
6. 決定!FNS歌謡祭'77最優秀グランプリ（フジテレビ、12月20日）36.0%
7. 木曜スペシャル 第8回決定!日本歌謡大賞入賞者（日本テレビ、11月3日）34.1%

### ドラマ
1. 連続テレビ小説 風見鶏（NHK総合、10月4日）48.2%
2. 連続テレビ小説 いちばん星（NHK総合、9月10日）44.9%
3. 赤い激流・最終回（TBS、11月25日）37.2%

### スポーツ
1. バレーボールワールドカップ'77女子決勝リーグ「日本×韓国」（フジテレビ、11月15日）48.6%
2. 水曜ナイター「巨人×大洋」（日本テレビ、8月31日）42.1%
3. 木曜ナイター「巨人×大洋」（日本テレビ、9月1日）39.5%
4. 火曜ナイター「巨人×大洋」（日本テレビ、8月30日）39.1%
5. 金曜ナイター「巨人×ヤクルト」（日本テレビ、9月2日）38.4%

### ニュース・報道
1. NHKニュース（NHK総合、12月31日 20:55-21:00）51.3%
2. NNNニューススポット（日本テレビ、9月2日 20:54-21:00）44.3%
3. NHKニュース（NHK総合、10月4日 7:00-7:20）43.1%
4. スタジオ102（NHK総合、10月4日）41.4%
5. テレビロータリー（NHK総合、10月3日）41.3%
6. ゆく年くる年（NHK総合、12月31日）41.2%
7. 参院選関東地方即日分まとめときょうの展望（NHK総合、7月11日）40.9%
8. FNNニュース（フジテレビ、8月28日 20:54-21:00）39.6%

## テレビ番組

### テレビドラマ

#### NHK
- 大河ドラマ 花神
- 連続テレビ小説
  - いちばん星
  - 風見鶏
- 男たちの旅路第2部・第3部（出演：鶴田浩二 他）

#### 日本テレビ系
- 月曜スター劇場
  - たんぽぽ（第4シリーズ）（主演：宇津井健）
  - ひまわりの家（出演：池内淳子、勝野洋、杉村春子 他）
- 火曜劇場
  - 愛の嵐（出演：香山美子、林隆三、木村功、中尾彬、荻島眞一、范文雀 他）
  - さすらいの旅路（出演：佐久間良子、児玉清、小野寺昭、宝生あやこ 他）
  - 幸福のとき（出演：池内淳子、池部良、水野久美、佐藤慶、仲谷昇 他）
  - さらば愛（出演：竹脇無我、酒井和歌子、佐藤友美、三國連太郎 他）
- 木曜9時枠（よみうりテレビ制作）
  - この世の花（出演：香山美子、黒沢年男（後の黒沢年雄）、篠田三郎 他）
  - 今はバラ色が好き（出演：近藤正臣、松坂慶子 他）
- 金曜劇場
  - ちちんぷいぷい（出演：加藤剛、長山藍子、音無美紀子、森田健作 他）
  - 祭ばやしが聞こえる（出演：萩原健一、いしだあゆみ、山﨑努 他）
- グランド劇場
  - 新春大吉（出演：森繁久彌、朝丘雪路、山田五十鈴、王貞治 他）[注 27]
  - 一丁目物語 ゴッドマザーの二度目の青春（主演：森光子）
  - 飛びこんだ臨月の女は未婚のすごい美人（主演：小川真由美）[注 28]
  - 華麗なる大泥棒!四丁目の刑事の家の間借人（主演：竹脇無我）
  - 魔女と呼ばれる占い師は自己革命を夢みてた（主演：池内淳子）[注 29]
  - 近眼ママ 恋のかけひき（主演：岩下志麻）
  - ありがとうパパ（出演：加山雄三、宇津宮雅代 他）
  - 秋日記（出演：浅丘ルリ子、原田芳雄 他）
- 新五捕物帳（主演：杉良太郎）
- 大都会 PARTII（出演：石原裕次郎、渡哲也、松田優作 他）
- 気まぐれ本格派（出演：石立鉄男、秋野太作 他）
- 俺たちの祭（出演：中村雅俊、檀ふみ 他）
- 女の劇場
  - 佐渡加茂湖心中（主演：馬渕晴子）
  - 犯される
  - 愛ある限り
  - 赤帽かあちゃん（主演：江利チエミ）
- うどん一代（よみうりテレビ制作）[注 30]
- チャーリーズ・エンジェル

#### TBS系
- ポーラテレビ小説
  - おゆき（主演：名取裕子）
  - 文子とはつ（主演：藤真利子、香野百合子）
- ナショナル劇場
  - 江戸を斬るIII（主演：西郷輝彦、松坂慶子、森繁久彌 他）
  - 水戸黄門・第8部（出演：東野英治郎、里見浩太朗、横内正、中谷一郎 他）
- 火曜8時枠
  - 悪妻行進曲（出演：林隆三、大谷直子 他）
  - すぐやる一家青春記（出演：小林桂樹、夏目雅子 他）
  - おおヒバリ!
- 火曜9時枠
  - かあさん堂々（主演：京マチ子）
  - 晴れのち晴れ（出演：山岡久乃、坂口良子 他）
- 水曜劇場
  - ムー（出演：郷ひろみ、渡辺美佐子、樹木希林、伊東四朗）
- 木曜8時枠
  - 今日だけは（出演：山岡久乃、大空真弓 他）
- 金曜8時枠
  - 白い荒野（主演：田宮二郎）
- 金曜9時枠
  - 赤い激流（主演：宇津井健、水谷豊 他）
  - 赤い絆（出演：山口百恵、国広富之 他）
- 金曜ドラマ
  - 岸辺のアルバム（主演：八千草薫、杉浦直樹）
- 花王 愛の劇場
  - 母の肖像（主演：吉沢京子）
- 新・夜明けの刑事（主演：坂上二郎）
- 明日の刑事（主演：坂上二郎、梅宮辰夫）
- 新選組始末記（毎日放送制作 出演：平幹二朗、古谷一行、草刈正雄、竹下景子 他）[15]

スペシャルドラマ
- 海は甦える - 8月29日

#### フジテレビ系
- 土曜劇場
  - さくらさくら（出演：浅茅陽子、大滝秀治、馬淵晴子 他）
  - まひる野（原作：渡辺淳一／出演：中野良子、平幹二朗、芦田伸介、野際陽子 他）
- 火曜10時枠（関西テレビ制作）
  - 事件㊙お料理法（出演：金沢碧、下條アトム、藤村有弘、野際陽子、前田美波里 他）
  - 菜の花の女（出演：新珠三千代、井上純一、江原真二郎 他）
  - 志都という女（出演：十朱幸代、下塚誠、金田龍之介 他）
  - 女がふりむくとき（出演：山本陽子、原田美枝子、佐藤佑介 他）
- 女の顔 ※『水曜ドラマシリーズ』最終作
- 華麗なる刑事（出演：草刈正雄、田中邦衛 他）
- ご存知!女ねずみ小僧（主演：小川真由美）
- 砂の器（原作：松本清張／出演：仲代達矢、田村正和 他）
- 兄弟刑事（出演：篠田三郎、岡本富士太 他）
- お昼のテレビ小説

#### テレビ朝日系
- ナショナルゴールデン劇場
  - だいこんの花（第5作、最終シリーズ。主演：森繁久彌、竹脇無我）
  - 竹の子すくすく（出演：船越英二、片平なぎさ、鶴見辰吾 他）
- 破れ奉行（出演：萬屋錦之介、大谷直子、ミヤコ蝶々 他）
- 人形佐七捕物帳（原作：横溝正史／出演：松方弘樹、真屋順子、室田日出男、川谷拓三、渡辺篤史 他）
- 特捜最前線（出演：二谷英明、藤岡弘、大滝秀治、誠直也 他）
- あの手この手お隣りさん!
- 気になる季節（主演：ピンク・レディー）
- おくどはん（脚本：花登筺／出演：浅茅陽子、宝生あやこ、加賀まりこ、長門裕之、中条きよし 他） - 朝日放送制作金曜9時枠第1作。
- 必殺シリーズ（朝日放送制作）
  - 新・必殺仕置人（第10作。出演：藤田まこと、山崎努、中村嘉葎雄、中尾ミエ、火野正平、河原崎建三、藤村富美男 他）
  - 新・必殺からくり人・東海道五十三次殺し旅（第11作。出演：近藤正臣、山田五十鈴、芦屋雁之助、ジュディ・オング、緒形拳 他）
- 土曜ワイド劇場

#### 東京12チャンネル
- 新・木枯し紋次郎（主演：中村敦夫）
- 愛のドラマシリーズ

### 子供向けドラマ

#### NHK
- 人形劇 笛吹童子（NHK総合）

#### TBS系
- パン屋のケンちゃん（主演：岡浩也）
- 刑事犬カール（主演：木之内みどり）

#### フジテレビ系
- 怪人二十面相（出演：南條豊、川崎麻世、三谷晃代 他）

### テレビアニメ
- タイムボカンシリーズ ヤッターマン（フジテレビ）
- 世界名作劇場 あらいぐまラスカル（フジテレビ）
- ジェッターマルス（フジテレビ）
- 合身戦隊メカンダーロボ（東京12チャンネル）
- 惑星ロボ ダンガードA（フジテレビ）
- あしたへアタック!（フジテレビ）
- バーバパパ（東京12チャンネル）
- 超合体魔術ロボ ギンガイザー（朝日放送）
- 氷河戦士ガイスラッガー（テレビ朝日）
- 超電磁マシーン ボルテスV（テレビ朝日）- 長浜ロマンロボシリーズ第2作
- シートン動物記 くまの子ジャッキー（朝日放送）
- 超人戦隊バラタック（テレビ朝日）
- おれは鉄兵（フジテレビ）
- 一発貫太くん（フジテレビ）
- アローエンブレム グランプリの鷹（フジテレビ）
- 風船少女テンプルちゃん（フジテレビ）
- 新・巨人の星（よみうりテレビ）
- 家なき子（日本テレビ）
- ルパン三世（日本テレビ）
- 超スーパーカー ガッタイガー（東京12チャンネル）
- とびだせ!マシーン飛竜（東京12チャンネル）
- まんが日本絵巻（東京12チャンネル）
- 無敵超人ザンボット3（名古屋テレビ）
- 激走!ルーベンカイザー（テレビ朝日）
- 若草のシャルロット（朝日放送）
- まんが偉人物語（毎日放送）
- 女王陛下のプティアンジェ（朝日放送）
- まんが宇宙大作戦（東京12チャンネル） - 海外作品

回顧番組
- マンガ祭り60分!（東京12チャンネル）

再放送番組
- あつまれ!チビッコ劇場（フジテレビ、関東ローカル）

### 特撮番組
- 快傑ズバット（東京12チャンネル） - 制作：東映・東映エージェンシー
  - 2月2日 - 9月28日
  - 原作：石森章太郎
  - 出演：宮内洋、斉藤真、はやみ竜次 他
- 大鉄人17（毎日放送・TBS） - 制作：毎日放送・東映
  - 3月18日 - 11月18日
  - 原作：石森章太郎
  - 出演：神谷政浩、中丸忠雄、大月ウルフ、原口剛、平田昭彦、山本麟一、高品正宏 他
- 小さなスーパーマン ガンバロン（日本テレビ）  - 制作：創英舎
  - 4月3日 - 12月24日
  - 出演：安藤一人、黒部進、天本英世、花巻五郎、飯塚昭三 他
- ジャッカー電撃隊（テレビ朝日） - 制作：テレビ朝日・東映
  - 4月9日 - 12月24日
  - 原作：石森章太郎
  - 出演：丹波義隆、伊東平山、風戸佑介、ミッチー・ラブ、宮内洋、田中浩、石橋雅史 他
- ロボット110番（テレビ朝日） - 制作：テレビ朝日・東映
  - 4月8日 - 12月30日
  - 原作：石森章太郎
  - 出演：工藤堅太郎、石森章太郎、谷村昌彦、石原昌子、野沢雅子、小原乃梨子、八奈見乗児 他
- 冒険ファミリー ここは惑星0番地（テレビ朝日） - 制作：テレビ朝日・東映・東映エージェンシー
  - 9月6日 - 1978年1月24日
  - 原作：秋月一彦
  - 出演：原口剛、潮健児、伊藤つかさ、加藤修 他
- 恐竜大戦争アイゼンボーグ（東京12チャンネル） - 制作：東京12チャンネル・円谷プロダクション
  - 10月7日 - 1978年6月30日
  - 出演：上恭ノ介、麻上洋子、水島鉄夫、兼本新吾、滝口順平、筈見純、高橋和枝 他

### 報道・情報番組
- エメロンナイト レディーファースト（フジテレビ）
- ザ・スーパーカー（テレビ朝日）
- たいむ6（朝日放送）
- IBCニュースエコー（岩手放送→IBC岩手放送）
- テレポート山陰（山陰放送）

放送時間変更
4月改編で、日曜日昼の『JNNニュース』（TBS、JNN）の放送時間が、12:00 - 12:15（NHKニュースと『NNN昼のニュース』（日本テレビ、NNN）の真裏）から11:45 - 12:00に繰り上がった。

### バラエティ番組
- こども面白館（NHK総合）- 子供向け番組
- 飛べ!孫悟空（TBS）
- 欽ちゃんのこれが1番!!（TBS）
- みどころガンガン大放送（TBS）
- たまりまセブン大放送!（TBS）
- ハッスル銀座（TBS）
- スター芸能大合戦（毎日放送）
- ドリフ大爆笑（フジテレビ）
- がんばれ!ピンチヒッターショー（フジテレビ） - 『欽ドン!』休止期間のつなぎ番組。
- 笑え!ガンガン（テレビ朝日）
- ドリフと女優の爆笑劇場（テレビ朝日）
- 全員出動おじゃましま〜す!（テレビ朝日）
- 三波伸介の凸凹大学校（東京12チャンネル）
- パニゲラわっしょい!（東京12チャンネル）
- ワイワイ軍団900（ナインオーオー）（東京12チャンネル）- 子供向け番組
- 土曜9時ハンただ今参上!（中部日本放送）

### クイズ番組
- ハテナ?ドンぴしゃ!（日本テレビ）
- クイズDEデート（関西テレビ）
- クイズタッグマッチ（フジテレビ）
- ピラミッドクイズ（テレビ朝日）
- 対決!スーパーカークイズ（東京12チャンネル）
- メロディアタック（朝日放送）
- 三枝の国盗りゲーム（朝日放送）
- アメリカ横断ウルトラクイズ（日本テレビ）

### 音楽番組
- 音楽の広場（NHK総合）
- コッキーポップTV（日本テレビ）[5]
- 夜の歌謡集（フジテレビ）
- スター作詞作曲グランプリ（フジテレビ）
- 象印ヒット作戦 1!2!3!（テレビ朝日）
- 玉置宏のあぁ!歌謡曲（テレビ朝日）
- ヤンヤン歌うスタジオ（東京12チャンネル）
- 高峰三枝子ゴールデンスターショー（東京12チャンネル）
- 心のうた 思い出の歌（東京12チャンネル）

### トーク番組
- トークロータリー 話題のチャンネル（毎日放送）
- さて今週は…（テレビ朝日）

### ドキュメンタリー番組
- 数とかたち（NHK教育）
- ものしりソクラくん（TBS）
- 新どうぶつ天国（NET）
- 決死の戦場 第2次世界大戦全史（東京12チャンネル）
- テレビ寺子屋（テレビ静岡）

### 紀行番組
- 伊丹十三の古代への旅（東京12チャンネル）

### 料理番組
- 奥さまクッキング（フジテレビ） - 『料理の窓』から改題
- すばらしい味の世界（東京12チャンネル→テレビ東京）

### スポーツ番組
- アタック・ザ・ワールドカップ（フジテレビ）
- 女子プロレス・真赤な青春（フジテレビ）
- あゝ甲子園（朝日放送）
- あゝプロ野球（朝日放送）

### 単発特別番組枠
- ビッグサタデー（日本テレビ、関東ローカル）
- 金曜ファミリーアワー（フジテレビ）

### 映画番組
- ご存知娯楽時代劇（東京12チャンネル） - 『マンガ祭り』と『パニゲラ』打ち切りによる編成。時代劇映画を放送。

### その他
- ハロー!ベイ・シティ・ローラーズ（東京12チャンネル）[15]
- 釣りごろつられごろ（テレビ新広島）

### 特別番組
- 1月1日 - 輝け!!人気スターチーム対抗大合戦!（日本テレビ） - この年より開始。
- 1月3日 - 新春スターかくし芸大会（フジテレビ） - 唯一の1月3日放送。
- 4月1日
  - わが家の友だち10チャンネル 徹子のナマナマ10時間半（テレビ朝日） - 「テレビ朝日」誕生記念番組。
  - 全国ちびっこ特ダネ合戦（テレビ朝日） - 同上
  - オールスター春の東西対抗歌合戦!!（テレビ朝日） - 同上
  - オールスターどっきり!爆笑!大行進（フジテレビ）
- 4月5日、10月4日 - テレビ祭り 4月/10月だョ!全員集合（TBS）
- 4月8日 - 欽ちゃんのドーンと24時間（フジテレビ）
- 8月4日 - 世界初取材!氷河期に挑んだ415日（日本テレビ）[15][16]
- 10月20日・27日 - 日本テレビ開局25周年記念番組 史上最大!第1回アメリカ横断ウルトラクイズ（日本テレビ）[16]
- 11月10日 - 輝け!!第8回日本歌謡大賞（日本テレビ）
- 12月31日
  - 第28回NHK紅白歌合戦（NHK総合）
  - 第19回日本レコード大賞（TBS）
  - '77わんぱくチビッコ大集合!（フジテレビ）

### 既存番組のカラー化
全てNHK教育テレビ
2月から
- テレビスポーツ教室[17]
- ドイツ語講座[18]
- 福祉の時代[19]

4月から
- Let's Enjoy English[20]
- Watch and Listen[20]
- 中学生の広場[20]
- 高校生の広場[20]
- 家庭科教室[20]
- 教師の時間 - 毎週月曜日「幼児の教育」と毎週火曜日「わたしの授業」がカラー化[20]
- テレビ中国語講座[20]
- ロシア語講座[20]
- 英語会話Ⅱ[20]
- テレビろう学校[20]
- NHK高校講座
  - 通信高校講座～数学Ⅰ(第2部)[20]
  - 通信高校講座～古典Ⅰ乙（古文）[20]
  - 通信高校講座～地理B[20]
  - 通信高校講座～世界史[20]
  - 通信高校講座～日本史[20]
- 大学講座
  - 法学[20]
  - 経済学[20]
  - 思想史[20]

7月から
- スペイン語講座 - 7月27日から[20]

10月から（具体的には、10月期に入る10月3日から）
NHKの教育テレビの未カラー化番組全部
- 教師の時間 -  毎週水・木・金がカラー化され[20]、番組の完全カラー化が完了。
- NHK高校講座
  - 通信高校講座～数学Ⅰ[20]
  - 通信高校講座～数学2ⅡA[注 31][20]
- 大学講座
  - 生態学[20]
  - 数学[20]
  - 社会科学[20]

以上を以て、NHK教育テレビの全面カラー化が完了し、日本のテレビ放送の全面カラー化が完了（過去の再放送や、故意な演出等の場合を除く）。